# Anastassija Saslawska

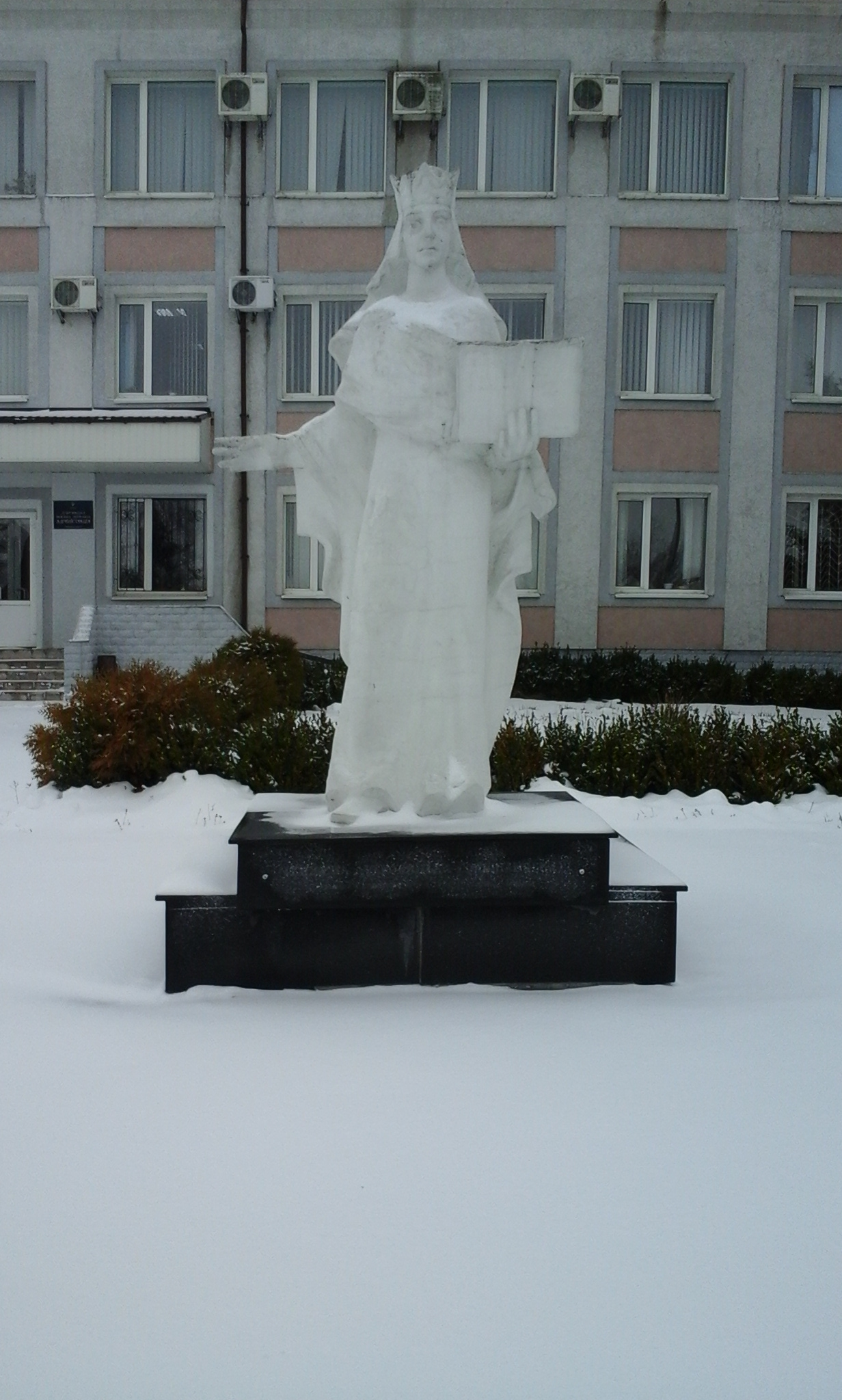
Statue von Anastassija Saslawska in Dubrowyzja

Anastassija Jurijiwna Saslawska (ukrainisch Анастасія Юріївна Заславська, * zwischen 1508 und 1510; † 1561 in Klewan, Großfürstentum Litauen) war eine wolhynische Fürstin, Nonne und Mäzenin.

## Biografie
Ihr Vater war Jurij Holszanski, der Fürst Dubrowizas. Sie heiratete 1530 Fürst Kusma Zasławski. Sie und ihr Mann besaßen mehrere Dörfer in Wolhynien und das Paar hatte zwei Kinder namens Janusz und Anna. Ihr Mann starb 1556. Danach legte sie im Kloster in Isjaslaw ihr Gelübde ab. Das 16. Jahrhundert war in den ruthenischen Ländern, die zum Großfürstentum Litauen gehörten, die Zeit der Entwicklung des Katholizismus und der Beginn der Stagnation der Orthodoxie und damit der traditionellen ruthenischen Kultur. Die Familien, denen Anastassija Saslawska angehörte, waren alte Fürstenfamilien, die dem orthodoxen Glauben anhingen und einflussreiche Förderer der ruthenischen Kultur waren.
Am 12. Juni 1556 spendeten sie und ihr Sohn Janusz dem Kloster Dwirez (Rajon Schepetiwka) einen bedeutenden Teil der nach dem Tod des Familienoberhaupts verbliebenen Güter. Später wurde Saslawska Hegumene ihres Klosters. Sie übernahm die finanziellen Kosten für die Schaffung und die Veröffentlichung des Evangeliars von Peressopnyzja. Es ist eines der ersten Evangeliare, die ins Ruthenische übersetzt wurden und die heutigen ukrainischen Staatsoberhäupter legen ihren Amtseid auf ihm ab.
Sie starb 1561 in Klewan im Schloss ihres Schwiegersohns.

## Nachwirkung
In der Nähe des Gebäudes der regionalen Staatsverwaltung in Dubrowyzja wurde eine Statue von Anastassija Saslawska errichtet und in Dubrowyzja und Pokrowsk sind Straßen nach ihr benannt.